# アントリム (装甲巡洋艦)
アントリム (HMS Antrim) はイギリス海軍の装甲巡洋艦。デヴォンシャー級。艦名は北アイルランドのアントリム県からつけられている。

## 艦歴
ジョン・ブラウン・アンド・カンパニーのクライドサイドの造船所で1902年8月27日起工。1903年10月8日に進水し1905年8月24日に竣工。
他の同型艦の多くと共に海峡艦隊第1巡洋艦戦隊に所属。フランスによるカサブランカ砲撃を引き起こした反乱がおきると、1907年8月に「アントリム」はカサブランカへ派遣された。1907年3月、大西洋艦隊第2巡洋艦戦隊に転属。次いで1909年4月にデヴォンポートの予備第3艦隊に移された。1911年のリバプールでの交通ストライキの際はマージー川へ移動した。1912年12月、「アントリム」は第2艦隊第3巡洋艦戦隊旗艦となった。
1914年中ごろ、戦争のため海軍の動員が行われると戦隊はグランドフリートに加えられた。戦隊はシェトランド諸島やフェロー諸島付近やノルウェー沿岸の哨戒を強化するグランドフリートと大半の期間行動を共にした。1914年8月6日、「アントリム」はドイツ商船を拿捕した。また、10月9日にはドイツ潜水艦「U19」の雷撃を受けたが、回避に成功した。
幾度となくグランドフリートと共に出撃したが、「アントリム」が戦闘に参加することはなかった。1916年6月に「アントリム」はアルハンゲリスクへ派遣され、次いで北アメリカ・西インド艦隊で船団護衛任務に従事した。1917年12月に本国に戻り、退役。1918年8月に再就役し、11月の終戦まで前と同じ任務に従事した。
1919年にノアで予備役となるが、無線やアスディックの試験用の改装が施されて1920年3月に再就役。1922年には練習艦となった。「アントリム」は1922年12月19日に売却され、その後ブライスで解体された。